# Pierre David Beauvais
Pour les articles homonymes, voir Pierre David, David et Beauvais.
Pierre David Beauvais, né à Rouen le 28 janvier 1754 et mort à Paris le 2 décembre 1808, est un homme politique français.

## Biographie
Il est président du conseil municipal de Rouen lorsqu'il est élu au Conseil des Cinq-Cents le 15 avril 1798 (26 germinal an VI).
Après le coup d'État du 18 brumaire, il est nommé au Tribunat le 25 décembre 1799 (4 nivôse an VIII). Il en devient secrétaire le 21 mai 1803 (1er prairial an XI).
Le 2 mai 1804 (12 floréal an XII), il est de ceux qui appuient la motion de Curée demandant à confier au premier Consul le titre d'empereur héréditaire. Il siège au Tribunat jusqu'à sa dissolution le 19 août 1807. 
Il meurt l'année suivante.

## Source
- « Pierre David Beauvais », dans Adolphe Robert et Gaston Cougny, Dictionnaire des parlementaires français, Edgar Bourloton, 1889-1891 [détail de l’édition]